# Ігор Гамов
Рустем Ігор Гамов (4 листопада 1935, Джорджтаун, округ Колумбія — 15 квітня 2021) — американський мікробіолог та винахідник, син українського фізика Георгія Гамова. Співавтор коміксів про містера Томпкінса за мотивами науково-популярних книг свого батька. Винахідник сумки Гамова та апарата для дихання під водою. Працював професором мікробіології в Університеті Колорадо, звідки був звільнений після звинувачень у сексуальних домаганнях.

## Біографія

### Молодість і освіта
Рустем Ігор Гамов був сином емігрантів з СРСР, фізиків Георгія Гамова та Любові Вохмінцевої. Він закінчив середню школу в 17 років і деякий час працював у балетній компанії, об'їжджав коней, доставляв пакунки на мотоциклі та викладав карате. В 1958 році він вступив до Університету Колорадо, де тоді викладав його батько. В Університеті Колорадо він здобув ступінь бакалавра та магістра біології, а потім захистив дисертацію доктора філософії з біофізики.

### Дослідження
Постдоком Гамов працював над грибом Phycomyces blakesleeanus під керівництвом Макса Дельбрюка в Каліфорнійському технологічному інституті. Потім в Університеті Колорадо він досліджував цей гриб ще понад двадцять років, зокрема, вивчаючи його спіральне зростання та механічні властивості його клітинних стінок. Він також вивчав інфрачервоні детектори удавів.
Завзятий любитель активного відпочинку, Гамов розробив ряд винаходів для безпеки під час активного відпочинку. Його першим важливим винаходом, запатентованим в 1990 році, була сумка Гамова, яка дозволяла альпіністам уникати висотної хвороби, підвищуючи навколишній тиск. Іншим був мілководний дихальний апарат, в якому дихальна трубка під тиском дозволяла плавцям легко дихати на глибині десяти футів під водою.

### Звільнення з Університету Колорадо
У 2002 році Гамова звинуватили у сексуальних домаганнях до семи жінок — студенток і його асистентки. У 2004 році Регентська рада університету одноголосно підтримала рекомендацію про звільнення Гамова.
У вересні 2011 року Гамов опублікував відкритий лист, в якому пояснив своє ставлення до подій, що призвели до його звільнення з Університету Колорадо.

### Популяризація науки
У 2010 році син Ігор Гамов та ілюстратор Скорпіо Стіл створили перший том коміксу за мотивами серії книг свого батька про містера Томпкінса. В коміксі Томпкінс дізнається про теорію відносності від Альберта Ейнштейна, про радіоактивність від Марії Кюрі та про структуру атома від Ернеста Резерфорда. У липні 2011 року вони випустили другий том, у якому Томпкінс знайомиться з Чарльзом Дарвіном, Грегором Менделем і Джеймсом Вотсоном.

## Патенти
- U.S. Patent 4 974 829 — Hyperbaric chamber
- U.S. Patent 5 109 837 — Hyperbaric chamber
- U.S. Patent 5 193 530 — Underwater breathing apparatus
- U.S. Patent 5 360 001 — Hyperbaric chamber closure means
- U.S. Patent 5 367 790 — Shoe and foot prosthesis with a coupled spring system
- U.S. Patent 5 398 678 — Hyperbaric chamber and exercise environment
- U.S. Patent 5 467 764 — Hypobaric sleeping chamber
- U.S. Patent 5 580 094 — In-line skate walking guard
- U.S. Patent 5 701 686 — Shoe and foot prosthesis with bending beam spring structures
- U.S. Patent 5 947 116 — Underwater breathing apparatus with pressurized snorkel
- U.S. Patent 6 029 374 — Shoe and foot prosthesis with bending beam spring structures